# Cyrtosia tibiella
Cyrtosia tibiella is een vliegensoort uit de familie van de Mythicomyiidae. De wetenschappelijke naam van de soort is voor het eerst geldig gepubliceerd in 1976 door Morge.